# Commonwealth Stadium
Das Commonwealth Stadium ist ein Stadion mit Leichtathletikanlage in der kanadischen Stadt Edmonton, Provinz Alberta. Hauptsächlich wird es von den Edmonton Elks aus der Canadian Football League genutzt. Zu deren Spielen und Veranstaltungen trug die Anlage ab Sommer 2016 für fünf Jahre den Sponsoringnamen The Brick Field at Commonwealth Stadium.

## Geschichte
Die 56.302 Zuschauer fassende Arena wurde für die Commonwealth Games 1978 errichtet. Der Zuschauerrekord liegt sogar bei 62.531 beim Grey Cup 2002. Das Stadion ist nach dem Olympiastadion Montreal die Wettkampfstätte mit der zweitgrößten Kapazität im Lande und zudem eines der Hauptstadien, bis 2009, mit einem Rasenplatz, was dazu führt, dass es oftmals Austragungsort internationaler Fußballspiele und -turniere ist und bis zur Eröffnung des BMO Field in Toronto im Jahr 2007 Hauptspielort der kanadischen Fußballnationalmannschaft war. Im Rugby Union wurde außerdem der Churchill Cup sowie einige Spiele der Frauen-Rugby-Union-Weltmeisterschaft 2006 ausgetragen.
Am 22. November 2003 fand im Commonwealth Stadium das NHL Heritage Classic 2003, ein Freiluft-Eishockeyspiel der NHL zwischen den Edmonton Oilers und den Montréal Canadiens, statt. Es war das erste Freiluft-Spiel in der Geschichte der National Hockey League und wurde von der Rekordkulisse von 57.167 Zuschauern verfolgt.
Während der Fußball-Weltmeisterschaft der Frauen 2015 war das Commonwealth Stadium unter anderem Austragungsort des Eröffnungsspiels und des Spiels um Platz 3.
Am 15. Juni 2016 gaben die Edmonton Eskimos bekannt, dass das Stadion ab dem Sommer bei Spielen und Veranstaltungen der Eskimos den Namen der Möbelhauskette The Brick tragen und offiziell The Brick Field at Commonwealth Stadium heißen wird. Der Sponsoringvertrag hatte eine Laufzeit von fünf Jahren. Die Höhe der jährlichen Zahlungen des Unternehmens aus Edmonton wurde nicht bekannt.

## Konzerte
- U2
- Pink Floyd
- David Bowie
- Tim McGraw
- Metallica
- The Rolling Stones
- The Police auf ihrer 30th anniversary reunion tour[4]

## Galerie

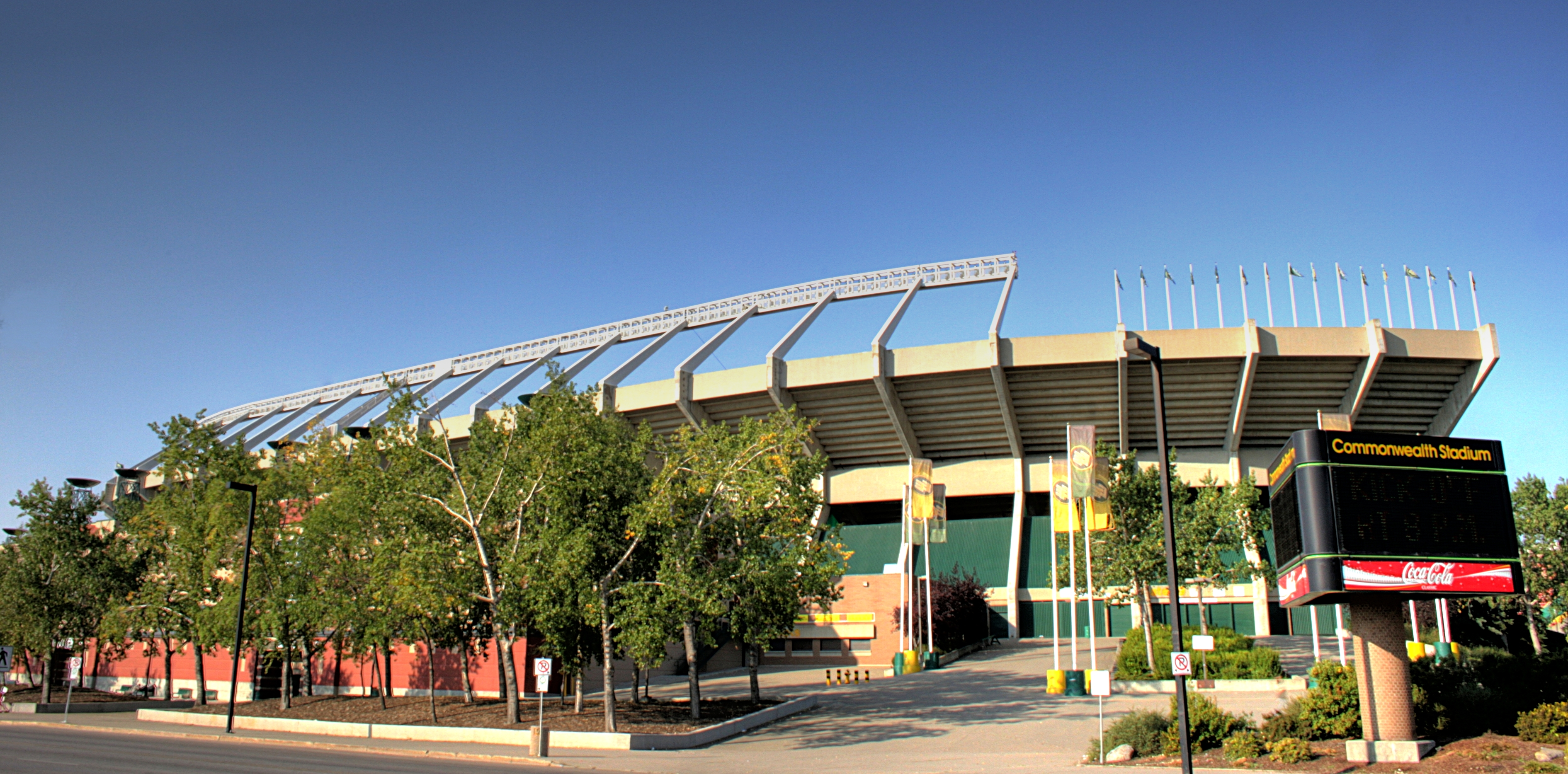
Östliche Seite des Stadions 2009
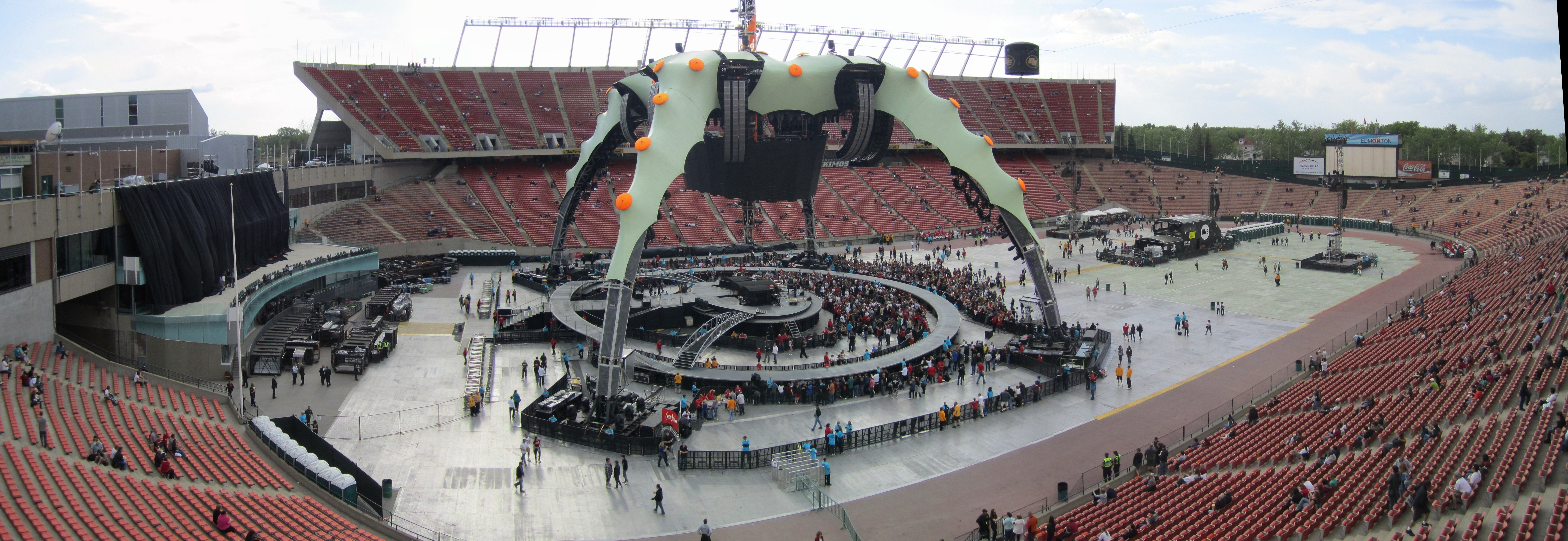
Bühne der U2 360° Tour im Commonwealth Stadium am 1. Juni 2011
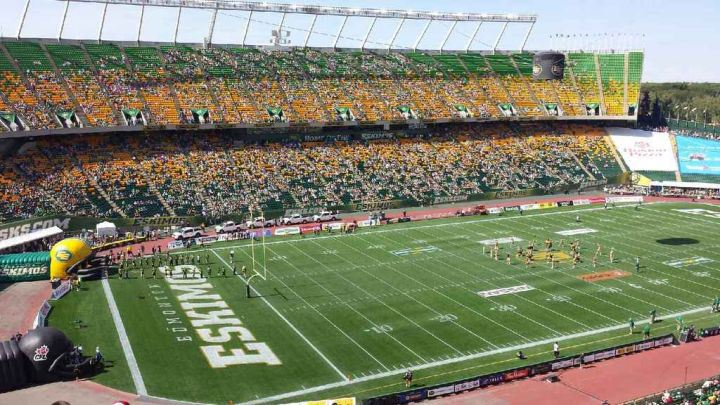
Spiel der Edmonton Eskimos gegen die Saskatchewan Roughriders am 29. Juni 2013
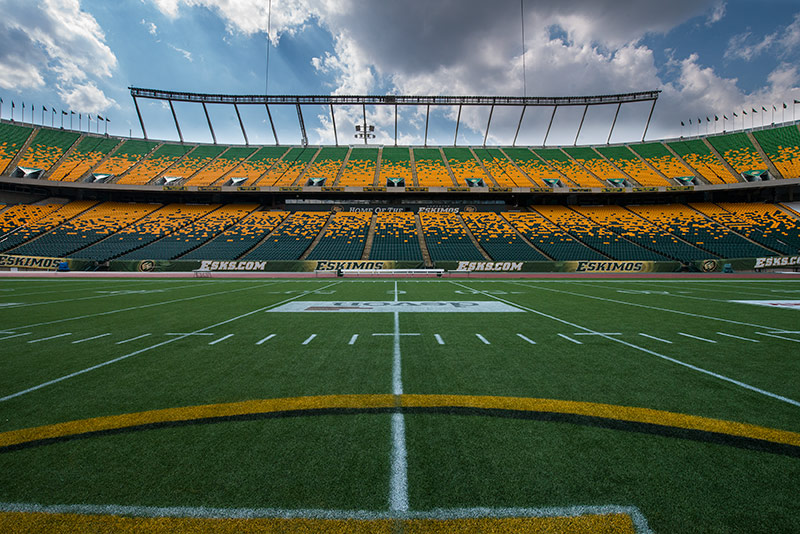
Das Stadion mit neuer Bestuhlung im Oktober 2013
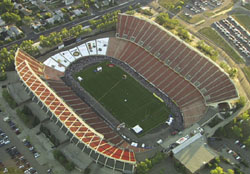
Luftbild des Commonwealth Stadium